# ستيفن كير
ستيفن كير (بالإنجليزية: Steven Kerr)‏ (29 يونيو 1989 بدندي في المملكة المتحدة - ) هو لاعب كرة قدم بريطاني في مركز الوسط. لعب مع سانت جونستون ونادي برادفورد بارك أفنيو.

## وصلات خارجية
- ستيفن كير على موقع Soccerbase.com (لاعب) (الإنجليزية)